# Graeme Smith (Badminton)
Graeme Smith (* 20. Dezember 1978) ist ein schottischer Badmintonspieler. 

## Karriere
Graeme Smith wurde 2002 schottischer Meister im Herrendoppel mit Russel Hogg. 2001 nahm er an den Badminton-Weltmeisterschaften teil und siegte bei den Spanish International. 2002 startete er bei den Commonwealth Games.

## Sportliche Erfolge
| Saison | Veranstaltung                     | Disziplin    | Platz | Name                           |
| ------ | --------------------------------- | ------------ | ----- | ------------------------------ |
| 2001   | Weltmeisterschaft                 | Herrendoppel | 33    | Graham Simpson / Graeme Smith  |
| 2002   | Spanish International             | Mixed        | 1     | Graeme Smith / Kirsteen McEwan |
| 2002   | Schottland: Einzelmeisterschaften | Herrendoppel | 1     | Russel Hogg / Graeme Smith     |

## Referenzen
- Graeme Smith beim Badminton-Weltverband

| Personendaten    | Personendaten                 |
| ---------------- | ----------------------------- |
| NAME             | Smith, Graeme                 |
| KURZBESCHREIBUNG | schottischer Badmintonspieler |
| GEBURTSDATUM     | 20. Dezember 1978             |